# Mei Feingold
Mei Finegold (héberül: מיי פיינגולד; Risón Lecijón, 1982. december 16. –) izraeli énekesnő. Ő képviselte Izraelt a 2014-es Eurovíziós Dalfesztiválon, a dán fővárosban, Koppenhágában. Versenydalát, a Same Heart című szerzeményt 2014. március 5-én választották ki.

## Zenei karrier

### 2014-es Eurovíziós Dalfesztivál
2014. január 11-én bejelentették, hogy ő fogja képviseli Izraelt a 2014-es Eurovíziós Dalfesztiválon, Koppenhágában. A szereplésre az izraeli műsorsugárzó, az IBA kérte fel.
Március 5-én, három dal (Nish’eret iti (Staying with me), Same heart, Be proud) közül választották ki a végleges versenydalát. A választás a Same Heart-ra esett, így ezt a dalt adta elő Koppenhágában.
2014. május 8-án, a dalfesztivál második elődöntőjében másodikként lépett fel, ahol nem sikerült továbbjutnia a döntőbe.